# Gran Premio di superbike di Assen 2023
Il Gran Premio di superbike di Assen 2023 è stato la terza prova del mondiale superbike del 2023. Nello stesso fine settimana si sono corsi anche la terza prova del campionato mondiale Supersport e la prima del campionato mondiale Supersport 300.
Le tre gare del mondiale Superbike vengono vinte da Álvaro Bautista, con queste affermazioni il pilota spagnolo arriva a quota quaranta vittorie, portando contestualmente la Ducati a raggiungere il traguardo delle 400 vittorie nella storia del campionato.
Nel mondiale Supersport doppia affermazione per Nicolò Bulega, autore anche della pole position, che aumenta così il divario rispetto ai suoi inseguitori.
Il mondiale Supersport 300, che in questo fine settimana inizia la sua settima edizione, vede tra le novità l'esordio del costruttore cinese Kove con la 321RR. Le due gare sono state vinte dal pilota della Repubblica Ceca Petr Svoboda.

## Superbike gara 1

### Arrivati al traguardo
| Pos. | Nº | Pilota                | Squadra                   | Motocicletta        | Giri | Tempo     | Griglia | Punti |
| ---- | -- | --------------------- | ------------------------- | ------------------- | ---- | --------- | ------- | ----- |
| 1º   | 1  | Álvaro Bautista       | Aruba.it Racing - Ducati  | Ducati Panigale V4R | 21   | 33'17.872 | 4º      | 25    |
| 2º   | 65 | Jonathan Rea          | Kawasaki Racing           | Kawasaki ZX-10RR    | 21   | +3.148    | 1º      | 20    |
| 3º   | 54 | Toprak Razgatlıoğlu   | Pata Yamaha Prometeon     | Yamaha YZF R1       | 21   | +3.891    | 2º      | 16    |
| 4º   | 55 | Andrea Locatelli      | Pata Yamaha Prometeon     | Yamaha YZF R1       | 21   | +10.105   | 6º      | 13    |
| 5º   | 47 | Axel Bassani          | Motocorsa Racing          | Ducati Panigale V4R | 21   | +10.498   | 11º     | 11    |
| 6º   | 77 | Dominique Aegerter    | GYTR GRT Yamaha           | Yamaha YZF R1       | 21   | +13.952   | 7º      | 10    |
| 7º   | 22 | Alex Lowes            | Kawasaki Racing           | Kawasaki ZX-10RR    | 21   | +14.098   | 3º      | 9     |
| 8º   | 87 | Remy Gardner          | GYTR GRT Yamaha           | Yamaha YZF R1       | 21   | +16.942   | 10º     | 8     |
| 9º   | 9  | Danilo Petrucci       | Barni Spark Racing        | Ducati Panigale V4R | 21   | +17.807   | 8º      | 7     |
| 10º  | 45 | Scott Redding         | Rokit BMW Motorrad        | BMW M1000 RR        | 21   | +18.066   | 5º      | 6     |
| 11º  | 97 | Xavi Vierge           | Team HRC                  | Honda CBR1000 RR-R  | 21   | +22.002   | 12º     | 5     |
| 12º  | 31 | Garrett Gerloff       | Bonovo Action BMW         | BMW M1000 RR        | 21   | +23.632   | 17º     | 4     |
| 13º  | 60 | Michael van der Mark  | Rokit BMW Motorrad        | BMW M1000 RR        | 21   | +23.819   | 15º     | 3     |
| 14º  | 5  | Philipp Öttl          | Team GoEleven             | Ducati Panigale V4R | 21   | +25.088   | 14º     | 2     |
| 15º  | 21 | Michael Ruben Rinaldi | Aruba.it Racing - Ducati  | Ducati Panigale V4R | 21   | +26.803   | 16º     | 1     |
| 16º  | 34 | Lorenzo Baldassarri   | GMT94 Yamaha              | Yamaha YZF R1       | 21   | +34.593   | 19º     |       |
| 17º  | 76 | Loris Baz             | Bonovo Action BMW         | BMW M1000 RR        | 21   | +34.719   | 13º     |       |
| 18º  | 28 | Bradley Ray           | Yamaha Motoxracing        | Yamaha YZF R1       | 21   | +47.346   | 18º     |       |
| 19º  | 35 | Hafizh Syahrin        | Petronas MIE Racing Honda | Honda CBR1000 RR-R  | 21   | +50.486   | 24º     |       |
| 20º  | 52 | Oliver König          | Orelac Racing Movisio     | Kawasaki ZX-10RR    | 21   | +52.310   | 25º     |       |
| 21º  | 51 | Eric Granado          | Petronas MIE Racing Honda | Honda CBR1000 RR-R  | 21   | +1'00.902 | 21º     |       |
| 22º  | 16 | Gabriele Ruiu         | Bmax Racing               | BMW M1000 RR        | 21   | +1'01.202 | 23º     |       |
| 23º  | 32 | Isaac Viñales         | TPR by Viñales Racing     | Kawasaki ZX-10RR    | 21   | +1'14.042 | 22º     |       |

### Ritirati
| Nº | Pilota       | Squadra                  | Motocicletta       | Giri | Griglia |
| -- | ------------ | ------------------------ | ------------------ | ---- | ------- |
| 66 | Tom Sykes    | Kawasaki Puccetti Racing | Kawasaki ZX-10RR   | 11   | 20º     |
| 7  | Iker Lecuona | Team HRC                 | Honda CBR1000 RR-R | 5    | 9º      |

## Superbike gara Superpole

### Arrivati al traguardo
| Pos. | Nº | Pilota                | Squadra                   | Motocicletta        | Giri | Tempo     | Griglia | Punti |
| ---- | -- | --------------------- | ------------------------- | ------------------- | ---- | --------- | ------- | ----- |
| 1º   | 1  | Álvaro Bautista       | Aruba.it Racing - Ducati  | Ducati Panigale V4R | 8    | 12'37.045 | 1º      | 12    |
| 2º   | 65 | Jonathan Rea          | Kawasaki Racing           | Kawasaki ZX-10RR    | 8    | +0.916    | 2º      | 9     |
| 3º   | 54 | Toprak Razgatlıoğlu   | Pata Yamaha Prometeon     | Yamaha YZF R1       | 8    | +1.757    | 3º      | 7     |
| 4º   | 22 | Alex Lowes            | Kawasaki Racing           | Kawasaki ZX-10RR    | 8    | +3.126    | 4º      | 6     |
| 5º   | 55 | Andrea Locatelli      | Pata Yamaha Prometeon     | Yamaha YZF R1       | 8    | +6.067    | 6º      | 5     |
| 6º   | 47 | Axel Bassani          | Motocorsa Racing          | Ducati Panigale V4R | 8    | +6.781    | 8º      | 4     |
| 7º   | 77 | Dominique Aegerter    | GYTR GRT Yamaha           | Yamaha YZF R1       | 8    | +7.054    | 7º      | 3     |
| 8º   | 45 | Scott Redding         | Rokit BMW Motorrad        | BMW M1000 RR        | 8    | +7.125    | 5º      | 2     |
| 9º   | 97 | Xavi Vierge           | Team HRC                  | Honda CBR1000 RR-R  | 8    | +8.568    | 12º     | 1     |
| 10º  | 60 | Michael van der Mark  | Rokit BMW Motorrad        | BMW M1000 RR        | 8    | +10.344   | 15º     |       |
| 11º  | 7  | Iker Lecuona          | Team HRC                  | Honda CBR1000 RR-R  | 8    | +10.546   | 10º     |       |
| 12º  | 87 | Remy Gardner          | GYTR GRT Yamaha           | Yamaha YZF R1       | 8    | +11.246   | 11º     |       |
| 13º  | 21 | Michael Ruben Rinaldi | Aruba.it Racing - Ducati  | Ducati Panigale V4R | 8    | +11.807   | 16º     |       |
| 14º  | 5  | Philipp Öttl          | Team GoEleven             | Ducati Panigale V4R | 8    | +12.037   | 14º     |       |
| 15º  | 9  | Danilo Petrucci       | Barni Spark Racing        | Ducati Panigale V4R | 8    | +12.825   | 9º      |       |
| 16º  | 28 | Bradley Ray           | Yamaha Motoxracing        | Yamaha YZF R1       | 8    | +13.079   | 18º     |       |
| 17º  | 31 | Garrett Gerloff       | Bonovo Action BMW         | BMW M1000 RR        | 8    | +13.549   | 17º     |       |
| 18º  | 35 | Hafizh Syahrin        | Petronas MIE Racing Honda | Honda CBR1000 RR-R  | 8    | +20.193   | 24º     |       |
| 19º  | 66 | Tom Sykes             | Kawasaki Puccetti Racing  | Kawasaki ZX-10RR    | 8    | +21.340   | 20º     |       |
| 20º  | 34 | Lorenzo Baldassarri   | GMT94 Yamaha              | Yamaha YZF R1       | 8    | +24.463   | 19º     |       |
| 21º  | 51 | Eric Granado          | Petronas MIE Racing Honda | Honda CBR1000 RR-R  | 8    | +25.353   | 21º     |       |
| 22º  | 16 | Gabriele Ruiu         | Bmax Racing               | BMW M1000 RR        | 8    | +25.706   | 23º     |       |
| 23º  | 52 | Oliver König          | Orelac Racing Movisio     | Kawasaki ZX-10RR    | 8    | +27.243   | 25º     |       |

### Ritirati
| Nº | Pilota        | Squadra               | Motocicletta     | Giri | Griglia |
| -- | ------------- | --------------------- | ---------------- | ---- | ------- |
| 32 | Isaac Viñales | TPR by Viñales Racing | Kawasaki ZX-10RR | 6    | 22º     |
| 76 | Loris Baz     | Bonovo Action BMW     | BMW M1000 RR     | 0    | 13º     |

## Superbike gara 2

### Arrivati al traguardo
| Pos. | Nº | Pilota                | Squadra                   | Motocicletta        | Giri | Tempo     | Griglia | Punti |
| ---- | -- | --------------------- | ------------------------- | ------------------- | ---- | --------- | ------- | ----- |
| 1º   | 1  | Álvaro Bautista       | Aruba.it Racing - Ducati  | Ducati Panigale V4R | 21   | 33'14.560 | 1º      | 25    |
| 2º   | 54 | Toprak Razgatlıoğlu   | Pata Yamaha Prometeon     | Yamaha YZF R1       | 21   | +3.915    | 3º      | 20    |
| 3º   | 55 | Andrea Locatelli      | Pata Yamaha Prometeon     | Yamaha YZF R1       | 21   | +7.416    | 5º      | 16    |
| 4º   | 77 | Dominique Aegerter    | GYTR GRT Yamaha           | Yamaha YZF R1       | 21   | +9.445    | 7º      | 13    |
| 5º   | 47 | Axel Bassani          | Motocorsa Racing          | Ducati Panigale V4R | 21   | +9.500    | 6º      | 11    |
| 6º   | 87 | Remy Gardner          | GYTR GRT Yamaha           | Yamaha YZF R1       | 21   | +12.279   | 12º     | 10    |
| 7º   | 45 | Scott Redding         | Rokit BMW Motorrad        | BMW M1000 RR        | 21   | +13.457   | 8º      | 9     |
| 8º   | 9  | Danilo Petrucci       | Barni Spark Racing        | Ducati Panigale V4R | 21   | +13.532   | 10º     | 8     |
| 9º   | 22 | Alex Lowes            | Kawasaki Racing           | Kawasaki ZX-10RR    | 21   | +16.890   | 4º      | 7     |
| 10º  | 21 | Michael Ruben Rinaldi | Aruba.it Racing - Ducati  | Ducati Panigale V4R | 21   | +20.304   | 16º     | 6     |
| 11º  | 5  | Philipp Öttl          | Team GoEleven             | Ducati Panigale V4R | 21   | +21.645   | 14º     | 5     |
| 12º  | 31 | Garrett Gerloff       | Bonovo Action BMW         | BMW M1000 RR        | 21   | +22.038   | 17º     | 4     |
| 13º  | 34 | Lorenzo Baldassarri   | GMT94 Yamaha              | Yamaha YZF R1       | 21   | +37.985   | 19º     | 3     |
| 14º  | 35 | Hafizh Syahrin        | Petronas MIE Racing Honda | Honda CBR1000 RR-R  | 21   | +42.954   | 24º     | 2     |
| 15º  | 66 | Tom Sykes             | Kawasaki Puccetti Racing  | Kawasaki ZX-10RR    | 21   | +44.662   | 20º     | 1     |
| 16º  | 52 | Oliver König          | Orelac Racing Movisio     | Kawasaki ZX-10RR    | 21   | +54.512   | 25º     |       |
| 17º  | 51 | Eric Granado          | Petronas MIE Racing Honda | Honda CBR1000 RR-R  | 21   | +55.140   | 21º     |       |
| 18º  | 32 | Isaac Viñales         | TPR by Viñales Racing     | Kawasaki ZX-10RR    | 21   | +1'07.639 | 22º     |       |
| 19º  | 16 | Gabriele Ruiu         | Bmax Racing               | BMW M1000 RR        | 21   | +1'07.659 | 23º     |       |

### Ritirati
| Nº | Pilota               | Squadra            | Motocicletta       | Giri | Griglia |
| -- | -------------------- | ------------------ | ------------------ | ---- | ------- |
| 7  | Iker Lecuona         | Team HRC           | Honda CBR1000 RR-R | 12   | 11º     |
| 76 | Loris Baz            | Bonovo Action BMW  | BMW M1000 RR       | 8    | 13º     |
| 65 | Jonathan Rea         | Kawasaki Racing    | Kawasaki ZX-10RR   | 5    | 2º      |
| 97 | Xavi Vierge          | Team HRC           | Honda CBR1000 RR-R | 2    | 9º      |
| 28 | Bradley Ray          | Yamaha Motoxracing | Yamaha YZF R1      | 1    | 18º     |
| 60 | Michael van der Mark | Rokit BMW Motorrad | BMW M1000 RR       | 1    | 15º     |

## Supersport gara 1

### Arrivati al traguardo
| Pos. | Nº | Pilota              | Squadra                  | Motocicletta                 | Giri | Tempo     | Griglia | Punti |
| ---- | -- | ------------------- | ------------------------ | ---------------------------- | ---- | --------- | ------- | ----- |
| 1º   | 11 | Nicolò Bulega       | Aruba Racing             | Ducati Panigale V2           | 18   | 29'34.290 | 1º      | 25    |
| 2º   | 23 | Marcel Schrötter    | MV Agusta Reparto Corse  | MV Agusta F3 800 RR          | 18   | +4.017    | 9º      | 20    |
| 3º   | 28 | Glenn van Straalen  | EAB Racing               | Yamaha YZF R6                | 18   | +4.124    | 3º      | 16    |
| 4º   | 94 | Valentin Debise     | GMT94 Yamaha             | Yamaha YZF R6                | 18   | +4.231    | 4º      | 13    |
| 5º   | 62 | Stefano Manzi       | Ten Kate Racing Yamaha   | Yamaha YZF R6                | 18   | +4.383    | 8º      | 11    |
| 6º   | 64 | Federico Caricasulo | Althea Racing            | Ducati Panigale V2           | 18   | +4.655    | 2º      | 10    |
| 7º   | 61 | Can Öncü            | Kawasaki Puccetti Racing | Kawasaki ZX-6R               | 18   | +6.116    | 5º      | 9     |
| 8º   | 55 | Yari Montella       | Barni Spark Racing       | Ducati Panigale V2           | 18   | +7.895    | 7º      | 8     |
| 9º   | 3  | Raffaele De Rosa    | Orelac Racing Verdnatura | Ducati Panigale V2           | 18   | +10.670   | 6º      | 7     |
| 10º  | 9  | Jorge Navarro       | Ten Kate Racing Yamaha   | Yamaha YZF R6                | 18   | +12.744   | 10º     | 6     |
| 11º  | 54 | Bahattin Sofuoğlu   | MV Agusta Reparto Corse  | MV Agusta F3 800 RR          | 18   | +16.364   | 11º     | 5     |
| 12º  | 66 | Niki Tuuli          | Dynavolt Triumph         | Triumph Street Triple RS 765 | 18   | +16.852   | 12º     | 4     |
| 13º  | 99 | Adrián Huertas      | MTM Kawasaki             | Kawasaki ZX-6R               | 18   | +16.860   | 29º     | 3     |
| 14º  | 19 | Andrea Mantovani    | Evan Bros. Yamaha        | Yamaha YZF R6                | 18   | +23.891   | 15º     | 2     |
| 15º  | 69 | Tom Booth-Amos      | Motozoo ME Air Racing    | Kawasaki ZX-6R               | 18   | +23.900   | 16º     | 1     |
| 16º  | 40 | Simone Corsi        | Altogo Racing            | Yamaha YZF R6                | 18   | +24.101   | 23º     |       |
| 17º  | 22 | Federico Fuligni    | Orelac Racing Verdnatura | Ducati Panigale V2           | 18   | +40.824   | 18º     |       |
| 18º  | 73 | Maximilian Kofler   | D34G Racing              | Ducati Panigale V2           | 18   | +48.775   | 21º     |       |
| 19º  | 51 | Anupab Sarmoon      | Yamaha Thailand Racing   | Yamaha YZF R6                | 18   | +48.936   | 19º     |       |
| 20º  | 95 | Tarran Mackenzie    | Petronas MIE Honda       | Honda CBR600RR               | 18   | +49.133   | 20º     |       |
| 21º  | 4  | Harry Truelove      | Dynavolt Triumph         | Triumph Street Triple RS 765 | 18   | +49.225   | 26º     |       |
| 22º  | 7  | Adam Norrodin       | Petronas MIE Honda       | Honda CBR600RR               | 18   | +54.917   | 27º     |       |
| 23º  | 16 | Yuta Okaya          | ProDina Kawasaki Racing  | Kawasaki ZX-6R               | 18   | +1'02.788 | 28º     |       |

### Ritirati
| Nº | Pilota               | Squadra                    | Motocicletta       | Giri | Griglia |
| -- | -------------------- | -------------------------- | ------------------ | ---- | ------- |
| 71 | Tom Edwards          | Yart – Yamaha              | Yamaha YZF R6      | 14   | 22º     |
| 29 | Nicholas Spinelli    | VFT Racing Webike Yamaha   | Yamaha YZF R6      | 14   | 13º     |
| 32 | Oliver Bayliss       | D34G Racing                | Ducati Panigale V2 | 12   | 17º     |
| 24 | Apiwath Wongthananon | Yamaha Thailand Racing     | Yamaha YZF R6      | 7    | 14º     |
| 68 | Luke Power           | Motozoo ME Air Racing      | Kawasaki ZX-6R     | 4    | 25º     |
| 17 | John McPhee          | Vince64 by Puccetti Racing | Kawasaki ZX-6R     | 3    | 24º     |

## Supersport gara 2

### Arrivati al traguardo
| Pos. | Nº | Pilota               | Squadra                    | Motocicletta                 | Giri | Tempo     | Griglia | Punti |
| ---- | -- | -------------------- | -------------------------- | ---------------------------- | ---- | --------- | ------- | ----- |
| 1º   | 11 | Nicolò Bulega        | Aruba Racing               | Ducati Panigale V2           | 18   | 29'31.866 | 1º      | 25    |
| 2º   | 62 | Stefano Manzi        | Ten Kate Racing Yamaha     | Yamaha YZF R6                | 18   | +4.437    | 8º      | 20    |
| 3º   | 64 | Federico Caricasulo  | Althea Racing              | Ducati Panigale V2           | 18   | +4.523    | 2º      | 16    |
| 4º   | 23 | Marcel Schrötter     | MV Agusta Reparto Corse    | MV Agusta F3 800 RR          | 18   | +5.088    | 9º      | 13    |
| 5º   | 66 | Niki Tuuli           | Dynavolt Triumph           | Triumph Street Triple RS 765 | 18   | +10.864   | 12º     | 11    |
| 6º   | 94 | Valentin Debise      | GMT94 Yamaha               | Yamaha YZF R6                | 18   | +11.068   | 4º      | 10    |
| 7º   | 9  | Jorge Navarro        | Ten Kate Racing Yamaha     | Yamaha YZF R6                | 18   | +13.078   | 10º     | 9     |
| 8º   | 99 | Adrián Huertas       | MTM Kawasaki               | Kawasaki ZX-6R               | 18   | +17.103   | 28º     | 8     |
| 9º   | 3  | Raffaele De Rosa     | Orelac Racing Verdnatura   | Ducati Panigale V2           | 18   | +18.000   | 6º      | 7     |
| 10º  | 69 | Tom Booth-Amos       | Motozoo ME Air Racing      | Kawasaki ZX-6R               | 18   | +20.518   | 16º     | 6     |
| 11º  | 28 | Glenn van Straalen   | EAB Racing                 | Yamaha YZF R6                | 18   | +20.700   | 3º      | 5     |
| 12º  | 19 | Andrea Mantovani     | Evan Bros. Yamaha          | Yamaha YZF R6                | 18   | +20.997   | 15º     | 4     |
| 13º  | 40 | Simone Corsi         | Altogo Racing              | Yamaha YZF R6                | 18   | +24.862   | 22º     | 3     |
| 14º  | 29 | Nicholas Spinelli    | VFT Racing Webike Yamaha   | Yamaha YZF R6                | 18   | +32.942   | 13º     | 2     |
| 15º  | 71 | Tom Edwards          | Yart – Yamaha              | Yamaha YZF R6                | 18   | +39.344   | 21º     | 1     |
| 16º  | 24 | Apiwath Wongthananon | Yamaha Thailand Racing     | Yamaha YZF R6                | 18   | +39.469   | 14º     |       |
| 17º  | 17 | John McPhee          | Vince64 by Puccetti Racing | Kawasaki ZX-6R               | 18   | +43.397   | 23º     |       |
| 18º  | 51 | Anupab Sarmoon       | Yamaha Thailand Racing     | Yamaha YZF R6                | 18   | +43.448   | 18º     |       |
| 19º  | 73 | Maximilian Kofler    | D34G Racing                | Ducati Panigale V2           | 18   | +45.889   | 20º     |       |
| 20º  | 95 | Tarran Mackenzie     | Petronas MIE Honda         | Honda CBR600RR               | 18   | +45.964   | 19º     |       |
| 21º  | 4  | Harry Truelove       | Dynavolt Triumph           | Triumph Street Triple RS 765 | 18   | +51.575   | 25º     |       |
| 22º  | 7  | Adam Norrodin        | Petronas MIE Honda         | Honda CBR600RR               | 18   | +52.391   | 26º     |       |
| 23º  | 16 | Yuta Okaya           | ProDina Kawasaki Racing    | Kawasaki ZX-6R               | 18   | +57.874   | 27º     |       |

### Ritirati
| Nº | Pilota            | Squadra                  | Motocicletta        | Giri | Griglia |
| -- | ----------------- | ------------------------ | ------------------- | ---- | ------- |
| 22 | Federico Fuligni  | Orelac Racing Verdnatura | Ducati Panigale V2  | 17   | 17º     |
| 54 | Bahattin Sofuoğlu | MV Agusta Reparto Corse  | MV Agusta F3 800 RR | 7    | 11º     |
| 68 | Luke Power        | Motozoo ME Air Racing    | Kawasaki ZX-6R      | 6    | 24º     |
| 55 | Yari Montella     | Barni Spark Racing       | Ducati Panigale V2  | 0    | 7º      |
| 61 | Can Öncü          | Kawasaki Puccetti Racing | Kawasaki ZX-6R      | 0    | 5º      |

## Supersport 300 gara 1

### Arrivati al traguardo
| Pos. | Nº | Pilota              | Squadra                               | Motocicletta       | Giri | Tempo     | Griglia | Punti |
| ---- | -- | ------------------- | ------------------------------------- | ------------------ | ---- | --------- | ------- | ----- |
| 1º   | 53 | Petr Svoboda        | Fusport-RT Motorsport by SKM-Kawasaki | Kawasaki Ninja 400 | 14   | 25'51.322 | 11º     | 25    |
| 2º   | 23 | Samuel Di Sora      | ProDina Kawasaki Racing               | Kawasaki Ninja 400 | 14   | +0.481    | 3º      | 20    |
| 3º   | 60 | Dirk Geiger         | Freudenberg KTM - Paligo Racing       | KTM RC 390 R       | 14   | +0.551    | 7º      | 16    |
| 4º   | 73 | José Pérez González | Accolade Smrž Racing BGR              | Kawasaki Ninja 400 | 14   | +0.600    | 9º      | 13    |
| 5º   | 93 | Marco Gaggi         | BrCorse                               | Yamaha YZF-R3      | 14   | +0.768    | 21º     | 11    |
| 6º   | 12 | Humberto Maier      | Yamaha MS Racing/AD78 Latin America   | Yamaha YZF-R3      | 14   | +0.800    | 5º      | 10    |
| 7º   | 13 | Devis Bergamini     | ProGP Racing                          | Yamaha YZF-R3      | 14   | +10.281   | 22º     | 9     |
| 8º   | 6  | Jeffrey Buis        | MTM Kawasaki                          | Kawasaki Ninja 400 | 14   | +10.290   | 18º     | 8     |
| 9º   | 7  | Loris Veneman       | MTM Kawasaki                          | Kawasaki Ninja 400 | 14   | +10.300   | 12º     | 7     |
| 10º  | 47 | Fenton Seabright    | Kawasaki GP Project                   | Kawasaki Ninja 400 | 14   | +10.314   | 25º     | 6     |
| 11º  | 26 | Mirko Gennai        | BrCorse                               | Yamaha YZF-R3      | 14   | +10.320   | 19º     | 5     |
| 12º  | 39 | Enzo Valentim       | Yamaha MS Racing/AD78 Latin America   | Yamaha YZF-R3      | 14   | +10.485   | 14º     | 4     |
| 13º  | 48 | Julio García        | Flembbo-Pl Performances               | Kawasaki Ninja 400 | 14   | +11.618   | 20º     | 3     |
| 14º  | 19 | Alessandro Zanca    | Team#109 Kawasaki                     | Kawasaki Ninja 400 | 14   | +11.811   | 28º     | 2     |
| 15º  | 85 | Kevin Sabatucci     | Flembbo-Pl Performances               | Kawasaki Ninja 400 | 14   | +11.956   | 16º     | 1     |
| 16º  | 88 | Daniel Mogeda       | Kawasaki GP Project                   | Kawasaki Ninja 400 | 14   | +12.098   | 24º     |       |
| 17º  | 69 | Troy Alberto        | Fusport-RT Motorsport by SKM-Kawasaki | Kawasaki Ninja 400 | 14   | +12.301   | 6º      |       |
| 18º  | 51 | Juan Urióstegui     | Team#109 Kawasaki                     | Kawasaki Ninja 400 | 14   | +12.345   | 23º     |       |
| 19º  | 35 | Yeray Saiz Marquez  | Accolade Smrž Racing BGR              | Kawasaki Ninja 400 | 14   | +12.437   | 31º     |       |
| 20º  | 14 | Sven Doornenbal     | Molenaar Racing                       | Kawasaki Ninja 400 | 14   | +13.051   | 15º     |       |
| 21º  | 46 | Kas Beekmans        | Sublime Racing by MS Racing           | Yamaha YZF-R3      | 14   | +38.191   | 13º     |       |
| 22º  | 41 | Raffaele Tragni     | AG Motorsport Italia Yamaha           | Yamaha YZF-R3      | 14   | +39.093   | 27º     |       |
| 23º  | 81 | Ioannis Peristeras  | ProGP Racing                          | Yamaha YZF-R3      | 14   | +39.660   | 30º     |       |
| 24º  | 91 | Matteo Vannucci     | AG Motorsport Italia Yamaha           | Yamaha YZF-R3      | 14   | +47.990   | 1º      |       |
| 25º  | 45 | Clément Rougé       | Sublime Racing by MS Racing           | Yamaha YZF-R3      | 14   | +1'02.605 | 10º     |       |

### Ritirati
| Nº | Pilota              | Squadra                         | Motocicletta       | Giri | Griglia |
| -- | ------------------- | ------------------------------- | ------------------ | ---- | ------- |
| 98 | Shengjunjie Zhou    | China Racing                    | Kove 321RR         | 8    | 32º     |
| 17 | Ruben Bijman        | Arco Motor University           | Yamaha YZF-R3      | 7    | 26º     |
| 80 | Gabriele Mastroluca | Arco Motor University           | Yamaha YZF-R3      | 7    | 17º     |
| 25 | Mattia Martella     | ProDina Kawasaki Racing         | Kawasaki Ninja 400 | 4    | 4º      |
| 77 | José Osuna Sáez     | Deza - Box 77 Racing            | Kawasaki Ninja 400 | 4    | 29º     |
| 28 | Lennox Lehmann      | Freudenberg KTM - Paligo Racing | KTM RC 390 R       | 2    | 2º      |
| 18 | Thom Molenaar       | Molenaar Racing                 | Kawasaki Ninja 400 | 1    | 8º      |

## Supersport 300 gara 2

### Arrivati al traguardo
| Pos. | Nº | Pilota              | Squadra                               | Motocicletta       | Giri | Tempo     | Griglia | Punti |
| ---- | -- | ------------------- | ------------------------------------- | ------------------ | ---- | --------- | ------- | ----- |
| 1º   | 53 | Petr Svoboda        | Fusport-RT Motorsport by SKM-Kawasaki | Kawasaki Ninja 400 | 14   | 25'51.333 | 11º     | 25    |
| 2º   | 12 | Humberto Maier      | Yamaha MS Racing/AD78 Latin America   | Yamaha YZF-R3      | 14   | +0.055    | 5º      | 20    |
| 3º   | 91 | Matteo Vannucci     | AG Motorsport Italia Yamaha           | Yamaha YZF-R3      | 14   | +0.205    | 1º      | 16    |
| 4º   | 73 | José Pérez González | Accolade Smrž Racing BGR              | Kawasaki Ninja 400 | 14   | +0.392    | 9º      | 13    |
| 5º   | 26 | Mirko Gennai        | BrCorse                               | Yamaha YZF-R3      | 14   | +0.755    | 19º     | 11    |
| 6º   | 23 | Samuel Di Sora      | ProDina Kawasaki Racing               | Kawasaki Ninja 400 | 14   | +0.955    | 3º      | 10    |
| 7º   | 60 | Dirk Geiger         | Freudenberg KTM - Paligo Racing       | KTM RC 390 R       | 14   | +1.055    | 7º      | 9     |
| 8º   | 39 | Enzo Valentim       | Yamaha MS Racing/AD78 Latin America   | Yamaha YZF-R3      | 14   | +1.143    | 14º     | 8     |
| 9º   | 85 | Kevin Sabatucci     | Flembbo-Pl Performances               | Kawasaki Ninja 400 | 14   | +1.855    | 16º     | 7     |
| 10º  | 93 | Marco Gaggi         | BrCorse                               | Yamaha YZF-R3      | 14   | +1.955    | 21º     | 6     |
| 11º  | 47 | Fenton Seabright    | Kawasaki GP Project                   | Kawasaki Ninja 400 | 14   | +2.040    | 25º     | 5     |
| 12º  | 48 | Julio García        | Flembbo-Pl Performances               | Kawasaki Ninja 400 | 14   | +2.189    | 20º     | 4     |
| 13º  | 17 | Ruben Bijman        | Arco Motor University                 | Yamaha YZF-R3      | 14   | +2.955    | 26º     | 3     |
| 14º  | 88 | Daniel Mogeda       | Kawasaki GP Project                   | Kawasaki Ninja 400 | 14   | +3.479    | 24º     | 2     |
| 15º  | 35 | Yeray Saiz Marquez  | Accolade Smrž Racing BGR              | Kawasaki Ninja 400 | 14   | +3.588    | 31º     | 1     |
| 16º  | 69 | Troy Alberto        | Fusport-RT Motorsport by SKM-Kawasaki | Kawasaki Ninja 400 | 14   | +4.454    | 6º      |       |
| 17º  | 25 | Mattia Martella     | ProDina Kawasaki Racing               | Kawasaki Ninja 400 | 14   | +4.455    | 4º      |       |
| 18º  | 19 | Alessandro Zanca    | Team#109 Kawasaki                     | Kawasaki Ninja 400 | 14   | +4.505    | 28º     |       |
| 19º  | 46 | Kas Beekmans        | Sublime Racing by MS Racing           | Yamaha YZF-R3      | 14   | +4.555    | 13º     |       |
| 20º  | 18 | Thom Molenaar       | Molenaar Racing                       | Kawasaki Ninja 400 | 14   | +4.739    | 8º      |       |
| 21º  | 14 | Sven Doornenbal     | Molenaar Racing                       | Kawasaki Ninja 400 | 14   | +8.387    | 15º     |       |
| 22º  | 77 | José Osuna Sáez     | Deza - Box 77 Racing                  | Kawasaki Ninja 400 | 14   | +8.451    | 29º     |       |
| 23º  | 81 | Ioannis Peristeras  | ProGP Racing                          | Yamaha YZF-R3      | 14   | +8.865    | 30º     |       |
| 24º  | 80 | Gabriele Mastroluca | Arco Motor University                 | Yamaha YZF-R3      | 14   | +9.113    | 17º     |       |
| 25º  | 45 | Clément Rougé       | Sublime Racing by MS Racing           | Yamaha YZF-R3      | 14   | +20.425   | 10º     |       |
| 26º  | 41 | Raffaele Tragni     | AG Motorsport Italia Yamaha           | Yamaha YZF-R3      | 14   | +31.699   | 27º     |       |
| 27º  | 98 | Shengjunjie Zhou    | China Racing                          | Kove 321RR         | 14   | +1'02.262 | 32º     |       |

### Ritirati
| Nº | Pilota          | Squadra                         | Motocicletta       | Giri | Griglia |
| -- | --------------- | ------------------------------- | ------------------ | ---- | ------- |
| 13 | Devis Bergamini | ProGP Racing                    | Yamaha YZF-R3      | 12   | 22º     |
| 6  | Jeffrey Buis    | MTM Kawasaki                    | Kawasaki Ninja 400 | 10   | 18º     |
| 7  | Loris Veneman   | MTM Kawasaki                    | Kawasaki Ninja 400 | 10   | 12º     |
| 51 | Juan Urióstegui | Team#109 Kawasaki               | Kawasaki Ninja 400 | 3    | 23º     |
| 28 | Lennox Lehmann  | Freudenberg KTM - Paligo Racing | KTM RC 390 R       | 0    | 2º      |